# Gorge Road
Gorge Road est une localité de la région du Southland située dans l’Île du Sud de la Nouvelle-Zélande.

## Situation
Elle est localisée sur le trajet de la Southern Scenic Route (en) et est située sur la berge ouest du fleuve Mataura .
A proximité, les villages comprennent celui d’Ashers vers l’ouest, et à travers le fleuve Mataura, les villes de Pine Bush et de Titiroa vers l’est.

## Toponymie
Le nom de Gorge Road dérive de la principale route traversant le pays au XIXe siècle, qui était le long d’une vallée bordée de bush et donnait l’apparence d’être dans une gorge , .

## Histoire
La ville de Gorge Road et le ‘Districts Community Development Area’ (CDA) sont une initiative du Conseil du district de Southland  pour donner aux habitants locaux la possibilité de dire ce qui est en train de se passer dans leur secteur.
Elle est unique en Nouvelle-Zélande et formée d’environ 400 foyers,  répartis dans le cadre du ‘Southland District Council’.
C’est le plus grand des 16 CDA dans le cadre du ‘Southland District Council’ et elle a aussi la plus grande surface de terres humides dans le cadre du ‘Ramsar Wetlands’ dans la région du Southland

## Chemin de fer
Le 1er mars 1895, la ville de Gorge Road devint le terminus de l’embranchement du chemin de fer quand la ligne de la branche de Seaward Bush (en) fut étendue à partir du terminus précédent situé dans la ville de Mokotua.
Elle resta le terminus pour plus de quatre ans .
La section suivante, franchissant le fleuve Mataura en direction de la ville de  Waimahaka via celle de Titiroa, ne fut pas ouverte avant le 9 juin 1899 .
Quand il ouvrit, le chemin de fer fournit un lien économique important vers le centre principal du Southland, qui était la cité d’Invercargill.
Les passagers et le fret furent transportés ensemble dans des trains mixtes.
Après l’ouverture de l’extension vers Waimahaka, il circulait tous les jours pour l’aller et le retour à partir de Waimahaka et une amélioration survint dans les services moins fréquents, qui circulaient à partir d’ Invercargill et retour quand ‘Gorge Road’ devint le terminus.
L’amélioration des routes entraîna un déclin du trafic et en 1951, les trains mixtes furent espacés et ne circulèrent plus qu’une fois par semaine, principalement pour le bénéfice des employés du New Zealand Railways Department (en) et leurs familles, qui vivaient dans le secteur.
Les services de marchandises continuèrent à circuler les autres jours et après le 1er juin 1960, ils devinrent les seuls trains passant à travers la ville de Gorge Road,  car le train mixte de la semaine avait été supprimé.
Toutefois ces coupures dans le service ne furent pas suffisantes pour rétablir la profitabilité de la ligne et elle fut fermée le 31 mars 1966.
Certains éléments du ballast de l’ancienne ligne sont toujours visibles dans la proximité de la ville de Gorge Road, et les éléments du pont du chemin de fer siège sur le site du pont, qui ne s’étend plus au-dessus du fleuve  Mataura .

## Éducation
Gorge Road a une petite école primaire nommée : Gorge Road School.  
Elle accueille plus de 50 élèves entre le niveau 1 et 8 .